# 南川薹草
南川薹草（学名：Carex nanchuanensis）是莎草科薹草属的植物。分布于中国大陆的四川等地，生长于海拔2,000米的地区，多生长在多石处，目前尚未由人工引种栽培。